# Морле, Габи
Габи́ Морле́ (фр. Gaby Morlay, наст. имя: Бланш Поли́н Фюмоло́, 8 июня 1893 — 4 июля 1964) — французская киноактриса.
Морле начала играть в кино ещё в его немую эпоху и стала известна в качестве партнёрши Макса Линдера по его киносерии «Макс». Снялась в серии немых кинофильмов «Габи» — таких, как «Габи в автомобиле» (1917) и ещё более двадцати других. В начале 1930-х годов легко перешла к съемкам в звуковых фильмах.
Сыграла королеву Викторию в историческом фильме 1939 года «Сердечный союз» (фр. Entente cordiale).
Во время Второй мировой войны имела любовную связь с министром в коллаборационистском правительстве Петена Максом Боннафу (1900—1975); в результате после освобождения Франции была под следствием на предмет сотрудничества с нацистами. Позже вышла за Боннафу замуж. Продолжала играть важные роли в кино в 1940-х и 1950-х годах.

## Избранная фильмография
- Новые господа (фр. Les Nouveaux Messieurs) (1929)
- Ариана, русская девушка (фр. Ariane, jeune fille russe (film)) (1930)
- Подсудимая, встаньте! (фр. Accusée, levez-vous !) (1930)
- Скандал (фр. Le Scandale) (1934)
- Самсон (фр. Samson) (1936)
- Огненные ночи / Nuits de feu (Франция, 1937) — Лиза Андреева
- Джузеппе Верди / Giuseppe Verdi (Италия, 1938) — Джузеппина Стреппони
- Геркулес (Эркюль) (фр. Hercule) (1938)
- Священное дерево (фр. Le Bois sacré) (1939)
- Сердечное согласие (фр. Entente cordiale) (1939)
- За фасадом (фр. Derrière la façade) (1939)
- Голубая вуаль (фр. Le Voile bleu) (1942)
- Последнее метро (фр. Dernier Métro) (1945)
- Её последняя роль (фр. Son dernier rôle) (1946)
- Потерянная деревня (фр. Le Village perdu) (1947)
- Жижи (фр. Gigi (1949 film)) (Франция, 1949)
- Миллионеры на один день (фр. Millionnaires d’un jour) (1949)
- Его величество мсье Дюпон (итал. Prima comunione) (Италия, 1950)
- Наслаждение (фр. Le Plaisir) (1952)
- Тайны Версаля (фр. Si Versailles m'était conté...) (1954)
- Папа, мама, служанка и я (фр. Papa, maman, la bonne et moi) (1954)
- Папа, мама, моя жена и я (фр. Papa, maman, ma femme et moi) (1955)
- Невыносимый господин Болтун (фр. L’impossible Monsieur Pipelet) (1955)